# Samipașazade Sezai

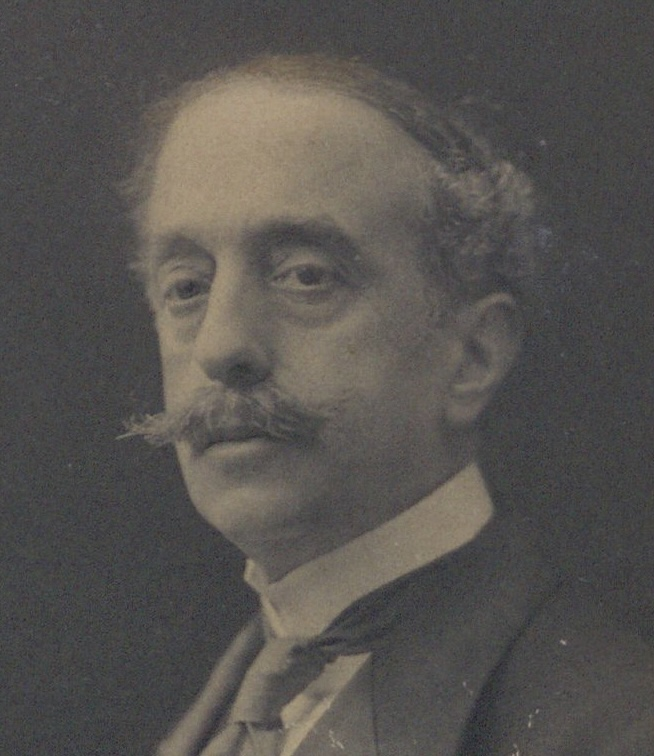

Samipașazade Sezai (n. 1 ianuarie 1859, Constantinopol, Imperiul Otoman – d. 26 aprilie 1936, Istanbul, Turcia) a fost povestitor și romancier realist turc. Acesta provenea dintr-o familie înstărită, bucurându-se în acest fel de o educație aleasă, învățând încă din copilărie limbile franceză și germană. Este autorul romanului "Sergüzeșt", care a avut o mare importanță în istoria literaturii, fiind unul dintre primele romane realiste ale literaturii turce.

## Biografie
Samipașazade Sezai s-a născut la Istanbul în anul 1859. Este fiul lui Abdurrahman Sami Pașa și al lui Dilârâyiș Hanım, de origine georgiană. Tatăl său, Sami Pașa a fost una dintre cele mai importante figuri ale perioadei Tanzimât, primul ministru al educației al Imperiului Otoman. Acesta i-a oferit fiului său o educație aleasă, beneficiind de numeroși profesori particulari, formându-se într-un mediu elevat.
Samipașazade Sezai s-a născut în conacul tatălui său din Istanbul, situat în districtul Tașakasap. Acest conac, fiind de asemena și un centru cultural în care au fost educați intelectuali importanți ai epocii precum Ziya Pașa, Ahmed Vefik Pașa, Osman Nevres.
În anii de studiu de care a beneficiat în conacul tatălui său acesta a studiat limba franceză și limba germană, cărora avea să le adauge, mai târziu, în perioada petrecută ca secretar al ambasadei Imperiului Otoman la Londra (1881-1885), și limba engleză. De asemenea, acesta cunoștea și limbile arabă și persană, dobândite din educația tradițională a elitelor otomane.
După moartea tatălui său, el a fost numit al doilea funcționar al ambasadei Londrei. În cei patru ani pe care i-a petrecut ca funcționar al ambasadei Londrei, a urmărit îndeaproape literaturile engleză și franceză. S-a întors la Istanbul în anul 1885, devenind funcționar la Ministerul de Externe otoman (1885-1901),dar în același timp având o perioadă productivă în materie de literatură.
Fiind puternic influențat de ideile social-politice ale lui Namık Kemal, Samipașazade Sezai a afirmat încă de la începuturile carierei sale publice dorința de a milita pe tărâmul libertății,  fiind împotriva instituției sclaviei. Acesta a fost de asemenea prieten cu Abdülhak Hâmid Tarhan (n.1862-d.1937) unul dinte cei mai de seama poet din cea de-a doua perioadă a Tanzimatului, și cu Recaizâde Mahmud Ekrem (n.1847-d.1914) militând alături de aceștia pentru înnoirea literaturii turce.
În anul 1901 acesta a decis să plece la Paris pentru a se alătura generației Junilor Turci (Jön Türkler), care militau pentru instaurarea regimului constituțional în Turcia. După proclamarea celei de-a doua Constituții (1908) avea sa revină în diplomație, devenind așadar pentru o vreme ambasador al Imperiului Otoman la Madrid (1909-1914).
La izbucnirea Primului Război Mondial, acesta a plecat în Elveția între anii 1916-1918 în scopuri de tratament, revenind în Istanbul  in anul 1921, când a încetat din a mai activa în serviciul public. Continuându-și viața în condiții dificile continuând să publice pentru diferite ziare. Acesta a locuit într-o casă închiriată din Istanbul, Kadıköy până la decesul său. Samipașazade Sezai s-a stins din viata pe 26 aprilie 1936; mormântul său se află în cimitirul Küçküsu din Istanbul.

## Personalitate literară

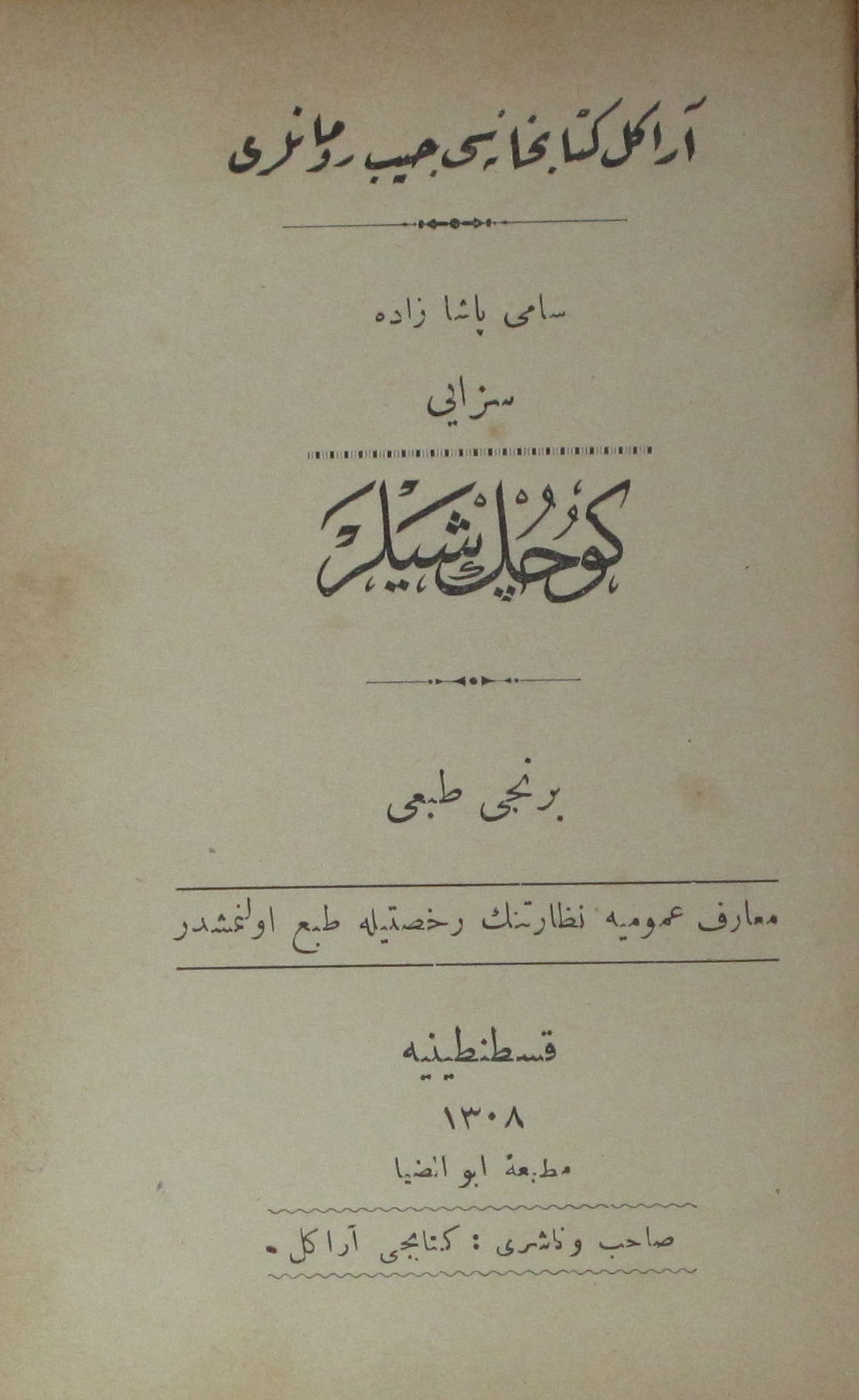
Coperta volumului Küçük Șeyler

Samipașazade Sezai s-a afirmat ca prozator, având de asemenea opere și în domeniul romanului, nuvelei și al basmului cult. Acesta, a scris de asemenea și poezie precum majoritatea intelectualilor din generația sa. Acesta s-a opus literaturii Divan și s-a îndreptat către literatura occidentală cu influența unor scriitori precum Namık Kemal și Abdülhak Hamit Tarhan.
A tradus din limba franceză în limba turcă romanul 'Jacques' de Alphonse Dauet, iar sub influența lui Namık Kemal, acesta a scris și o piesă de teatru intitulată 'Șir' ("Leu" - în limba persană) fiind prima sa lucrare. Lucrarea are un limbaj destul de simplu, urmele lui Namık Kemal fiind văzute foarte clar din punct de vedere al expresivitatii în lucrare, care este o tragedie în proză în trei acte.
Cea mai populară operă a lui Samipașazade Sezai a fost romanul Sergüzeșt "Aventura"(1889), de asemenea, singurul său roman. Acesta și a ocupat locul în literatura turcă ca fiind primul roman care tratează complet subiectul robiei, romanul fiind ulterior tradus și în limba franceză de către Besim Ömer Pașa. Deși latura sa de povestitor a fost umbrită de către faima adusă de romanul Sergüzeșt , mulți dintre criticii literari consideră că cea mai izbutită parte a operei sale este constituită din nuvele și povestiri, fiind de astfel primul scriitor turc care a arătat un interes deosebit pentru proza scurtă.
Aceste nuvele si povestiri sunt grupate în două volume, și anume Küçük Șeyler ("Mărunțișuri" ) apărut în 1892 și Rümuzü Edeb(" Simboluri și Mărunțișuri") apărut în 1900.În poveștile și romanele sale, el a reflectat eroii poporului cu propriul limbaj.
Sub influența lui Namık Kemal el a înfrumusețat limbajul multor dintre poveștile sale, una dintre trăsăturile cele mai importate fiind combinarea romantismului cu realismul în scrierile sale. Dimensiunea romantica este pusă în evidenta de participarea afectiva a autorului la aventurile personajelor sale,iar dimensiunea realistă este pusă în evidență de prezentarea stilului de viață specific vechilor conace turcești, pe care acesta le cunoștea îndeaproape din propria experiență, dar de asemenea și de modul obiectiv în care acesta creea personalitatea și sentimentele personajelor.

## Opere

### Romane
- Sergüzeșt "Aventura"(1889)

### Povestiri
- Küçük Șeyler ("Mărunțișuri" 1892
- Rümuzü Edeb(" Simboluri și Mărunțișuri") 1900
- Rumuzu’l- Edeb (1900)
- Müdafaa-i Zulüm (Apararea tiraniei)
- İclal (1923)

### Piese de teatru
- 'Șir' ("Leu" - în limba persană)
- Mantemeden